# J&T Banka Prague Open 2018
Il J&T Banka Prague Open 2018 è un torneo di tennis facente parte della categoria International nell'ambito del WTA Tour 2018. È stata la nona edizione del torneo giocato su campi in terra rossa battuta. Il torneo si è giocato nello Sparta Prague Tennis Club di Praga, in Repubblica Ceca, dal 28 aprile al 5 maggio 2018.

## Partecipanti

### Teste di serie
| Nazionalità | Giocatrice            | Ranking* | Testa di serie |
| ----------- | --------------------- | -------- | -------------- |
| Rep. Ceca   | Karolína Plíšková     | 6        | 1              |
| Rep. Ceca   | Petra Kvitová         | 10       | 2              |
| Russia      | Daria Kasatkina       | 14       | 3              |
| Australia   | Daria Gavrilova       | 24       | 4              |
| Rep. Ceca   | Barbora Strýcová      | 26       | 5              |
| Cina        | Zhang Shuai           | 30       | 6              |
| Romania     | Mihaela Buzărnescu    | 39       | 7              |
| Rep. Ceca   | Kateřina Siniaková    | 51       | 8              |
| Bielorussia | Aliaksandra Sasnovich | 53       | 9              |

* Ranking al 23 aprile 2018.

### Altre partecipanti
Le seguenti giocatrici hanno ricevuto una wild card:
- Daria Kasatkina
- Anna Karolína Schmiedlová
- Tereza Smitková

Le seguenti giocatrici sono passate dalle qualificazioni:

- Antonia Lottner
- Elena-Gabriela Ruse
- Patty Schnyder
- Stefanie Vögele

Le seguenti giocatrici sono entrate in tabellone come lucky loser:
- Tamara Korpatsch
- Jasmine Paolini

## Punti
| Evento    | V   | F   | SF  | QF | 2T   | 1T | Q    | Q3   | Q2   | Q1   |
| Singolare | 280 | 180 | 110 | 60 | 30   | 1  | 18   | 14   | 10   | 1    |
| Doppio    | 280 | 180 | 110 | 60 | N.D. | 1  | N.D. | N.D. | N.D. | N.D. |

## Montepremi
| Evento    | V       | F       | SF      | QF     | 2T     | 1T     | Q3     | Q2   | Q1   |
| Singolare | $43,000 | $21,400 | $11,300 | $5,900 | $3,310 | $1,925 | $1,005 | $730 | $530 |
| Doppio    | $12,300 | $6,400  | $3,435  | $1,820 | N.D.   | $960   | N.D.   | N.D. | N.D. |

## Campionesse

### Singolare
Petra Kvitová ha sconfitto in finale  Mihaela Buzărnescu con il punteggio di 4–6, 6–2, 6–3.
- È il ventitreesimo titolo in carriera per Kvitová, il terzo della stagione.

### Doppio
Nicole Melichar /  Květa Peschke hanno sconfitto in finale  Mihaela Buzărnescu /  Lidzija Marozava con il punteggio di 6-4, 6-2.